# Wilhelm van Pruisen (1906-1940)

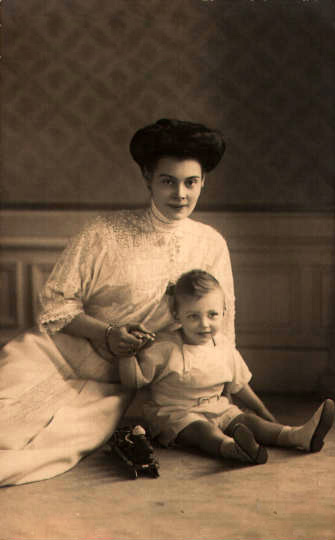
Prins Wilhelm van Pruisen met zijn moeder

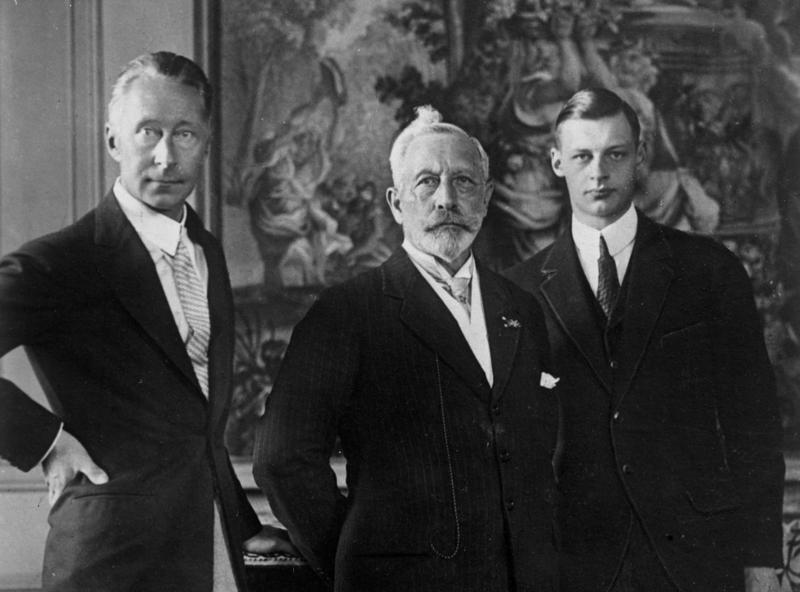
Prins Wilhelm van Pruisen, rechts, met zijn vader en grootvader

Wilhelm Frederik Frans Jozef Christiaan Olaf van Pruisen (Potsdam, 4 juli 1906 — Nijvel, 26 mei 1940), was een Duitse prins uit het Huis Hohenzollern.
Hij was de oudste zoon van de laatste Duitse kroonprins Wilhelm en diens vrouw Cecilie van Mecklenburg-Schwerin. Op zijn tiende werd Wilhelm, traditiegetrouw, als luitenant opgenomen in het Eerste Pruisische Garderegiment te voet, om op dezelfde dag door zijn grootvader, keizer Wilhelm II, te worden opgenomen in de Orde van de Zwarte Adelaar. Vanaf 1918, na de abdicatie van zijn grootvader, leefde Wilhelm in Potsdam, waar hij het gymnasium bezocht. Na zijn eindexamen studeerde hij rechten aan de universiteiten van Koningsbergen, München en Bonn. 
Op 3 juni 1933 trad hij in het huwelijk met Dorothea von Salviati (1907-1972), een huwelijk dat volgens de Hohenzollernse huiswetten niet als ebenbürtig (gelijkwaardig) gold. Wilhelm deed daarop afstand van zijn eerstgeborenenrecht. Hij kreeg twee dochters (Felicitas  en Christa) en woonde, teruggetrokken, met zijn gezin op een klein landgoed in Silezië. 
Na het uitbreken van de Tweede Wereldoorlog nam Wilhelm als eerste luitenant deel aan de invasie van Frankrijk. Hij raakte ernstig gewond bij de slag om Valenciennes en stierf uiteindelijk in een veldhospitaal in het Belgische Nijvel.
Zijn dood, en vooral de publieke reactie daarop, leidde bij de Nationaalsocialistische leiding van het land, tot de zogenaamde Prinzenerlass, een maatregel die het voormalige leden van koninklijke huizen uit Duitsland verbood deel te nemen aan de Wehrmacht. De adhesie voor de gestorven Hohenzollern-prins was namelijk zo groot dat Hitler vreesde dat de monarchisten de wind in de zeilen zouden krijgen als er nog meer prinsen zouden sneuvelen.

## Voorvaderen
| Wilhelm van Pruisen             | Wilhelm van Pruisen                                                                                                | Wilhelm van Pruisen                                                                                                | Wilhelm van Pruisen                                                                                                 | Wilhelm van Pruisen                                                                                                 | Wilhelm van Pruisen                                                                                     | Wilhelm van Pruisen                                                                                     | Wilhelm van Pruisen                                                                                     | Wilhelm van Pruisen                                                                                     |
| ------------------------------- | --- | --- | --- | --- | --- | --- | --- | --- |
| Overgrootouders                 | Frederik III van Pruisen (1831–1888) ∞ 1858 Victoria van Saksen-Coburg en Gotha (1840–1901)                        | Frederik III van Pruisen (1831–1888) ∞ 1858 Victoria van Saksen-Coburg en Gotha (1840–1901)                        | Frederik van Sleeswijk-Holstein-Sonderburg-Augustenburg (1829–1880) ∞ Adelheid van Hohenlohe-Langenburg (1835–1900) | Frederik van Sleeswijk-Holstein-Sonderburg-Augustenburg (1829–1880) ∞ Adelheid van Hohenlohe-Langenburg (1835–1900) | Frederik Frans II van Mecklenburg-Schwerin (1823-1883) ∞ Auguste van Reuß-Schleitz-Köstritz (1822–1862) | Frederik Frans II van Mecklenburg-Schwerin (1823-1883) ∞ Auguste van Reuß-Schleitz-Köstritz (1822–1862) | Michaël Nikolajevitsj van Rusland (1832–1909) ∞ Cecilia van Baden (1839–1891)                           | Michaël Nikolajevitsj van Rusland (1832–1909) ∞ Cecilia van Baden (1839–1891)                           |
| Grootouders                     | Wilhelm II van Duitsland (1859–1941) ∞ Augusta Victoria van Sleeswijk-Holstein-Sonderburg-Augustenburg (1858–1921) | Wilhelm II van Duitsland (1859–1941) ∞ Augusta Victoria van Sleeswijk-Holstein-Sonderburg-Augustenburg (1858–1921) | Wilhelm II van Duitsland (1859–1941) ∞ Augusta Victoria van Sleeswijk-Holstein-Sonderburg-Augustenburg (1858–1921)  | Wilhelm II van Duitsland (1859–1941) ∞ Augusta Victoria van Sleeswijk-Holstein-Sonderburg-Augustenburg (1858–1921)  | Frederik Frans III van Mecklenburg-Schwerin (1851–1897) ∞ Anastasia Michajlovna van Rusland (1860–1922) | Frederik Frans III van Mecklenburg-Schwerin (1851–1897) ∞ Anastasia Michajlovna van Rusland (1860–1922) | Frederik Frans III van Mecklenburg-Schwerin (1851–1897) ∞ Anastasia Michajlovna van Rusland (1860–1922) | Frederik Frans III van Mecklenburg-Schwerin (1851–1897) ∞ Anastasia Michajlovna van Rusland (1860–1922) |
| Ouders                          | Wilhelm van Pruisen (1882-1951) ∞ Cecilie van Mecklenburg-Schwerin (1886–1954)                                     | Wilhelm van Pruisen (1882-1951) ∞ Cecilie van Mecklenburg-Schwerin (1886–1954)                                     | Wilhelm van Pruisen (1882-1951) ∞ Cecilie van Mecklenburg-Schwerin (1886–1954)                                      | Wilhelm van Pruisen (1882-1951) ∞ Cecilie van Mecklenburg-Schwerin (1886–1954)                                      | Wilhelm van Pruisen (1882-1951) ∞ Cecilie van Mecklenburg-Schwerin (1886–1954)                          | Wilhelm van Pruisen (1882-1951) ∞ Cecilie van Mecklenburg-Schwerin (1886–1954)                          | Wilhelm van Pruisen (1882-1951) ∞ Cecilie van Mecklenburg-Schwerin (1886–1954)                          | Wilhelm van Pruisen (1882-1951) ∞ Cecilie van Mecklenburg-Schwerin (1886–1954)                          |
| Wilhelm van Pruisen (1906-1940) | | | | | | | | |